# Tomaž Mencin
Tomaž Mencin, slovenski diplomat, veleposlanik, * 12. april 1966, Novo mesto.

## Življenjepis
Poleg študija na Fakulteti za družbene vede v Ljubljani, kjer je diplomiral iz sociologije, se je izobraževal tudi na Sredozemski diplomatski akademiji na Malti in diplomatsko kariero na Ministrstvu za zunanje zadeve pričel leta 1992, kjer je bil vrsto let diplomat v sektorju za Afriko, Bližnji vzhod, Azijo in Pacifik. Sektor je v letih 2007 in 2011 tudi vodil. Diplomatsko službo v tujini je opravljal v Ankari, Teheranu, New Delhiju, Stockholmu, Buenos Airesu in Ženevi.
Med leti 2011 in 2015 je bil izredni in pooblaščeni veleposlanik Republike Slovenije v Argentini, od koder je nerezidenčno pokrival tudi Čile, Peru, Paragvaj in Urugvaj.
V letih 2016 in 2017 ter od februarja 2019 do odhoda v Kijev kot veleposlanik delal v sektorju za človekove pravice v MZZ, krajši čas v jeseni 2015 pa tudi kot vodja sektorja za gospodarsko bilateralno sodelovanje in javno diplomacijo.
Od decembra 2017 do februarja 2019 je opravljal naloge veleposlanika za človekove pravice in namestnika stalnega predstavnika Republike Slovenije pri OZN in drugih mednarodnih organizacijah v Ženevi.
Julija 2019 v Kijevu predal poverilna pisma predsedniku Ukrajine Volodimirju Zelenskemu in s tem nastopil funkcijo izrednega in pooblaščenega veleposlanika Republike Slovenije v Ukrajini, od koder je nerezidenčno pokrival še Armenijo in Gruzijo. Mandat je zaključil julija 2023, ko ga je nasledila Mateja Prevolšek.